# Espers
Espers ist eine Psychedelic-Folk-Band aus Philadelphia, die der Indie-Szene zugeordnet werden kann, und ging 2002 aus dem Trio um Sänger und Songwriter Greg Weeks, Meg Baird und Brooke Sietinsons hervor. Otto Hauser, Helena Espvall und Chris Smith komplettierten später das Sextett. Der Stil von Espers erinnert stark an den britischen Folk der ausgehenden 1960er Jahre wie auch an den zeitgenössischer Gruppen, beispielsweise Six Organs of Admittance. Viele der Bandmitglieder haben ebenso bei Studioaufnahmen anderer Folkmusiker wie Nick Castro und Vashti Bunyan mitgewirkt.
Das nach der Band selbst benannte Debütalbum wurde 2004 von Locust Music veröffentlicht. 2005 folgte „The Weed Tree“, ein Jahr später das dritte Album „Espers II“. Im Oktober 2009 erschien „Espers III“.

## Diskografie

### Alben
- 2004 – „Espers“
- 2005 – „The Weed Tree“
- 2006 – „Espers II“
- 2009 – „Espers III“

### Singles
- „Riding / Under the Waterfall“ (7″)